# Як-100
Як-100 е лек хеликоптер за свръзка, създаден през 1948 г. от КБ „Яковлев“, Русия.

## История
През 1947 г. по поръчка на съветското ръководство конструкторското бюро на известния руски самолетен конструктор А. С. Яковлев разработва първия си двуместен хеликоптер Як-100. Първият си полет машината извършва през 1949 г. Изпитанията на хеликоптера завършват през 1950 г.
Въпреки добрите си полетни качества съветското ръководство отдава предпочитанията си на хеликоптера Ми-1 на ОКБ „Мил“. Поради тази причина Як-100 не влиза в серийно производство.
Хеликопетрът има голяма прилика с американския Сикорски Н-5.

## Техническо описание
Хеликоптерът Як-100 е изпълнен по класическата едновинтова схема със заден рулеви винт.
Кабината на екипажа е разположена в предната част на фюзелажа. Седалките на екипажа са разположени по схемата „тъндем“. Зад кабината е разположена силовата установка и горивният резервоар.
Опашката е изпълнене по монококова схема и има овално сечение. Задната ѝ част е монтуирана под ъгъл спрямо тялото на опашката и в нея е монтиран опашният редуктор и рулевият винт.
Носещият винт е тривитлов с честота на въртене 232 об/мин. Витлата на носещия винт са дървени с фанерна обшивка. Закрепени са към носещия винт с помощта на проходни, вертикални и хоризонтални шарнири. На осите на вертикалните шарнири са монтирани демпфери.
Рулевият винт е тривитлов. Витлата са направени от дърво, като в основата си са усилени с дуралуминиеви крепители. Закрепени са към рулевия винт с помощта на хоризонтални шарнири.
Шасито е триопорно, неприбиращо се по време на полет, с управляващо предно колело. Основните стойки са с пирамидална конструкция, а носовата - самоориентираща се. И трите стойки са снбадени въздушно-маслени амортисьори.
Управлението е дубилрана и се осъществява с ръчка за коригиране цикличната стъпка на витлата на носещия винт, обединено управление на стъпката на витлата на носещия винт и дросела на двигателя (стъпка-газ) и ръчка за управление стъпката на витлата на рулевия винт.
Силовата установка се състои от 9-цилиндров бутален двигател АИ-26ГРФЛ с мощност 575 к.с. Двигателят е звездообразен, едноредов, с въздушно охлаждане и е монтиран хоризонтално. Специално е преработен за работа на хеликоптер, като добавена комбинирана муфа за работа на празен ход.
Предаването на двигателното движение се осъществява от трансмисия, състояща се от двигателен редуктор, ъглова предавка, вертикален вал, главен редуктор, опашен вал и опашен редуктор. Трансмисията осигурява следните предавателни числа: от двигателя към носещия винт – 0.113, от двигателя до рулевия винт – 0.69.